# Dési Bouterse
Desiré Delano Bouterse, detto Dési (Domburg, 13 ottobre 1945 – Domburg, 23 dicembre 2024), è stato un politico e militare surinamese.

## Biografia
Come ufficiale dell'esercito fu già dittatore de facto del Suriname fra il 1980 e il 1988. Nel 1999 fu condannato in contumacia nei Paesi Bassi per traffico di cocaina; tuttavia godette a lungo dell'immunità diplomatica in quanto capo di Stato. Nel Suriname si aprì un processo a suo carico per l'uccisione di quindici oppositori politici, fatto avvenuto nel 1982 e conosciuto come Decembermoorden; Bouterse, pur sostenendo di non avere preso lui la decisione, riconobbe la propria responsabilità politica per quei fatti.
Il golpe militare, ampiamente sostenuto dalla popolazione, fu ufficialmente finalizzato a combattere la corruzione e la disoccupazione (che allora interessava il 18% della popolazione attiva) e a ristabilire l'ordine negli affari pubblici. Tuttavia, "i piani politici erano vaghi, non c'erano state discussioni ideologiche in preparazione del colpo di Stato", osservò in seguito lo storico Rosemarijn Hoefte.
Stabilì relazioni diplomatiche con l'Unione Sovietica, Cuba e la Corea del Nord, ma il suo regime non mostrò alcun orientamento comunista. I Paesi Bassi sospesero gli aiuti allo sviluppo alla loro ex colonia, destabilizzando l'economia surinamese. Allo stesso tempo, il crollo del prezzo della bauxite, la principale esportazione del Suriname, aggravò la crisi economica. Il regime si trovò presto ad affrontare diverse rivolte, a volte guidate da una parte dell'esercito, a volte da civili. A partire dal 1983, in seguito all'invasione statunitense di Grenada, il Suriname si avvicinò a Washington ed espulse i diplomatici cubani, forse per timore di un'aggressione statunitense.
Fu Presidente del Suriname dal 12 agosto 2010 al 16 luglio 2020. Durante la sua presidenza, Dési Bouterse introdusse l'assistenza sanitaria universale, la mensa scolastica gratuita, il salario minimo e il regime pensionistico nazionale.
Nel 2023 fu confermata la sua condanna a vent'anni di carcere per l'omicidio dei 15 oppositori politici nel 1982.